# カートゥーンズ・オン・ザ・ベイ
カートゥーンズ・オン・ザ・ベイ（Cartoons on the Bay）は、ジャンパオロ・ソダーノによって1995年から始められたアニメーション、テレビ、撮影、クロスメディアを扱うイタリアの国際的フェスティバル。フェスティバルの目的は、世界のクリエイターやプロデューサーの活動を促し、バイヤー、代理店、テレビ業界人と接触する機会を増やすことである。イタリア放送協会（RAI）が、ライ·フィクションとライ・チネマの協賛の下に運営している。アニメのフェスティバルとしてはテレビシリーズに重きを置いているという特徴がある。

## 部門
部門別に、プルチネルラ賞（Pulcinella Award）が審査委員から授与される。2010年には日本のテレビアニメ『空中ブランコ』がプルチネルラ賞を受賞した。2017年には新海誠監督作品『君の名は。』を制作したコミックス・ウェーブ・フィルムがスタジオ・オブ・ザ・イヤーを受賞した。

## 会場
- アマルフィ（1996年-1997年）
- ポジターノ（1999年-2006年）
- サレルノ（2007年-2008年）
- ラパッロ（2009年-2012年）、サンタ・マルゲリータ・リーグレ（2009年-2011年）、ポルトフィーノ（2009年-2011年）
- ヴェネツィア（2014年-2016年）
- トリノ（2017年-現在）